# IPAI-26 Tuca
Die IPAI-26 Tuca war ein Leichtflugzeug des brasilianischen Herstellers IPAI, Escola de Engenharia de Sâo Carlos.

## Geschichte
Mitte der 1970er Jahre begann der Ingenieur Dawilson Lucato mit der Entwicklung eines kostengünstigen Mehrzweckflugzeugs, das auf unvorbereiteten Pisten sicher starten und landen konnte. Zusammen mit Kollegen, Studenten und Lehrern des Laboratório de Aeronave, der Fakultät für Maschinenbau, der Fakultät für Ingenieurwissenschaften von São Carlos sowie etwa 60 Firmen wurde ein Prototyp gebaut, mit welchem die Möglichkeiten für eine Serienproduktion geprüft werden sollten.

## Konstruktion
Das Flugzeug war als Schulterdecker mit konventionellem T-Leitwerk und starrem Bugradfahrwerk ausgelegt. Der Rumpf bestand aus geschweißten Stahlrohren und war mit Verbundwerkstoffen verkleidet, die abgestrebten Tragflächen wurden aus Holz gefertigt. Die Kabine, welche man durch seitliche Türen betrat, verfügte über drei Sitze, wobei der dritte Sitz entfernt werden konnte, um Fracht zu laden. Die Maschine wurde von einem Lycoming-O-235-C-1-4-Takt-Boxermotor mit 80 kW angetrieben.

## Variante
- IPAI-30 – Bezeichnung der geplanten Serienversion, deren neuentwickelte Tragflächen über ein superkritisches Profil und integrierte Klappen verfügt hätten.[3]

## Technische Daten
| Kenngröße             | Daten                                                         |
| --------------------- | ------------------------------------------------------------- |
| Besatzung             | 1                                                             |
| Passagiere            | 2                                                             |
| Länge                 | 6,82 m                                                        |
| Spannweite            | 11 m                                                          |
| Höhe                  | ? m                                                           |
| Flügelfläche          | 16,99 m²                                                      |
| Flügelstreckung       | 7,1                                                           |
| Leermasse             | ? kg                                                          |
| max. Startmasse       | 700 kg                                                        |
| Reisegeschwindigkeit  | 185 km/h                                                      |
| Höchstgeschwindigkeit | 190 km/h                                                      |
| Dienstgipfelhöhe      | 3600 m                                                        |
| Reichweite            | 4 h                                                           |
| Triebwerke            | 1 × Lycoming-O-235-C-1-4-Takt-4-Zylinder-Boxermotor mit 80 kW |